# Desastre Ferroviário de Ermesinde
O Desastre Ferroviário de Ermesinde foi um acidente ocorrido em 11 de outubro de 1878, junto à localidade de Ermesinde, no concelho de Valongo, em Portugal. Um comboio descarrilou devido a excesso de velocidade, provocando cinco mortos, incluindo o maquinista, e seis feridos, incluindo o escritor Camilo Castelo Branco.

## Antecedentes
Em 11 de Outubro de 1878, um comboio saiu de Nine no sentido Sul, formado pela combinação de dois comboios que tinham vindo de Braga e Caminha. O comboio parou em São Romão às 16 horas. A composição era formada por uma locomotiva com tender e pelo menos quatro carruagens, uma de primeira classe, outra de segunda e duas de terceira.

## Acidente
Por volta das 16:50, quando o comboio chegou ao quilómetro 11 da Linha do Minho, a locomotiva descarrilou, circulando ainda cerca de 492 m, até que rebentou o engate com o tender e a locomotiva tombou para o lado esquerdo da via, parando quando embateu num socalco a 27 m de distância. O resto da composição caiu atrás da locomotiva, e a carruagem de primeira classe galgou as outras e ficou em cima da locomotiva. O maquinista morreu logo, tal como o fogueiro e dois passageiros, enquanto que outros dois morreram no dia seguinte devido aos ferimentos. Também ficaram feridas seis pessoas, incluindo o romancista Camilo Castelo Branco, que viajava na carruagem de primeira classe, e o professor José Maria Rodrigues.
Numa carta dirigida posteriormente a Bulhão Pato, Camilo Castelo Branco descreveu a sua experiência durante o acidente: «Aquilo do descarrilamento era-me necessário. Eu não conhecia os três minutos de inferno mais que católico passados dentro duma carruagem que se pôs às cavalitas. Os ferimentos não corresponderam às ameaças. Estou restabelecido para qualquer outra coisa. [...] Conheço tudo que faz doer a cabeça, o coração e as costelas.»

## Investigação
Apurou-se que a causa do acidente foi o excesso de velocidade a que o comboio circulava, que era superior a 40 Km/h.
O periódico Diario Popular avançou com a teoria que o maquinista do comboio estava embriagado na altura do acidente, e culpou o governo pelo sucedido, hipótese que foi duramente criticada pelo Diario Illustrado no dia 13 de Outubro.